# 段德昌
段德昌（1904年8月19日—1933年5月1日），字裕后，号魂，湖南南县人，中国工农红军将领，逝后被中共中央军委认定为“中国人民解放军军事家”。
1925年，段德昌加入中国共产党，入黄埔军校第四期学习；后到国民革命军第八军第一师政治部工作，参加国民革命军北伐。1928年，发动湖北省公安县年关暴动，此后担任中国工农红军第六军军长、红三军第九师师长，领导创建洪湖游击根据地。1933年，在中共“肃反”运动中遭夏曦指控为“改组派”，在湖北巴东被杀害。

## 生平

### 早年经历
段德昌7岁开始念私塾，后转读小学，18岁时考入长沙雅各中学，参与组织马克思主义学习小组。1923年，段德昌父亲因病去世，段德昌不得不辍学回乡。1924年，和何长工一起在华容创办新华中学；1925年，他调任南县第一小学英文教员，接触到《向导》《新青年》等书刊，受到共产主义思想影响。五卅事件后，他发起组织“青沪惨案南县雪耻会”，6月加入中国共产主义青年团，9月转入中国共产党。后到广州，先后入黄埔军校第四期和中央政治讲习班学习。结业后参加北伐战争，先后担任国民革命军第八军第五师政治部秘书和第二师政治部秘书长。此后，段德昌赴鄂中发动秋收暴动受伤，秘密潜回南县养伤。期间结识彭德怀，并吸收其加入中共。

### 第一次国共内战时期
1927年，段德昌担任国民革命军二十军三师二团党代表，参加南昌起义。南昌起义失败后，他调赴湖北，担任公安县委书记。1928年春节前夕，领导公安县年关暴动，组织农民武装，开展平原、湖区游击战争，创立了一套水上游击战的战术指导原则。同年5月，他率领游击队渡江东下，初创洪湖根据地。1929年春，段德昌率洪湖游击队进入江陵、石首、监利开展游击战争。8月，鄂西游击总队成立，段任参谋长，后代总队长。在游击战中，首创“敌来我飞、敌去我归、敌多则跑、敌少则搞”的游击战术。同年底，鄂西游击总队扩编为红独一师，段任师长。
1930年2月，成立红六军，段德昌任副军长兼第1纵队司令。与军长旷继勋等创建了以洪湖为中心的湘鄂西根据地。同年7月，红二军团成立，段德昌任红六军政治委员，不久改任军长。先后率部参加东进和南下作战，连克华容、南县、公安等地。1930年7月4日，段德昌提出巩固新苏区、停止南征的主张，被中央代表否决。结果，南征失利，新老根据地均损失惨重。1930年12月初，调任湘鄂西联县政府赤色警卫队总队长，组建新的红六军，任军长。并击败国民革命军的第一至第三次围剿作战。
1931年4月，红二军团奉令改编为红三军，段德昌任红9师师长。同年夏，国军向洪湖苏区发动第三次围剿，段德昌率红九师二十六团北上开辟天潜苏区，迎接贺龙红三军东进洪湖，同年11月，段代表洪湖苏区出席瑞金全国第一次工农兵代表大会，当选中华苏维埃共和国中央执行委员。1932年1月至6月，在贺龙领导下指挥所部取得龙王集、文家墩、新沟嘴等战斗的胜利。同年秋，洪湖苏区第四次反围剿失败，率所部担任后卫，于12月下旬到达湘鄂边境。1933年5月1日，段德昌被夏曦指控为“改组派”，并被杀害。段德昌臨死時說：“不要用子弹，留下一颗子弹去打敌人！”結果他被亂刀砍死。1952年8月3日，毛泽东签发中华人民共和国“中央字零零零壹号”烈士证，追认段德昌为革命烈士。2009年9月14日，段德昌被评为100位为新中国成立作出突出贡献的英雄模范人物之一。